# Roy Rea
Roy Rea (Belfast, 28 novembre 1934 – Toronto, 5 aprile 2005) è stato un calciatore nordirlandese, di ruolo portiere.

## Carriera
Con i canadesi del Toronto Italia ha vinto due edizioni della ECPSL, nel 1963 e 1965.

## Palmarès
- Eastern Canada Professional Soccer League: 2

Toronto Italia:1963, 1965